# یانگی-یول
یانگی-یول (انگلیسی: Yangi-Yul) یک شهرک در شهرستان زیانچورینسکی استان باشقیرستان کشور روسیه است.